# ليرجيت 40
ليرجيت 40 (بالإنجليزية: Learjet 40)‏ هي نفاثة أعمال أنتجت في 2002. من صناعة بومباردييه إيروسبيس. كان أول طيران لها في أغسطس 31, 2002. دخلت الخدمة في 2004، وسعر الطائرة الواحدة منها هو 9,500,000 دولار.